# Sandra Paños García-Villamil
Sandra Paños García-Villamil (Alacant, 4 de novembre de 1992) és una futbolista valenciana que juga com a portera del Club América Femenil. És internacional amb la selecció espanyola des de 2012.
Considerada una de les millors porters del món, Paños ha guanyat 3 lligues, 4 copes de la Reina, 1 Supercopa d'Espanya i una Lliga de Campions amb el Barcelona. És a més una de les fixes en les convocatòries del combinat estatal absolut i amb les categories inferiors va jugar dues Eurocopes sub-19. Des 2017, amb el nomenament de Jorge Vilda com a seleccionador, és la portera titular de la selecció. en el pla individual, ha guanyat el trofeu Zamora com a portera menys golejada en quatre ocasions.

## Biografia
Nascuda a Alacant el 4 de novembre de 1992, és filla de Luis Ernesto Paños (exjugador de futbol) i de Gemma García-Villamil (atleta). Té un germà gran, Javier, que també és futbolista. Lligada a l'esport des de petita, Paños va començar practicant karate, però aviat es va passar al futbol sala.
Després de començar la carrera de magisteri, Paños es va graduar en INEF alhora que continuava la seva carrera com a esportista d'elit.

## Club
Paños va debutar a Primera divisió al 2010 amb el Llevant UE, amb només 17 anys. Va estar cinc anys a l'equip fins que, al final de la temporada 2014-15, va fitxar pel FC Barcelona per cobrir la baixa de Chelsea Ashurst. Durant les cinc temporades del Llevant va jugar més de cent partits, on solia treure les faltes llunyanes, i va aconseguir marcar un gol de falta directa des del centre del camp, a la victòria contra l'Espanyol per 3 a 2 a l'abril de 2015.
Ha estat 4 vegades la portera menys golejada a la Lliga, 3 d'elles consecutives (temporades 2015-16, 2017-18, 2018-19, 2019-20). No va poder optar a revalidar el títol la temporada següent per no arribar al mínim de partits reglamentaris.

## Selecció
Va començar la seva carrera internacional com a portera titular a l'Eurocopa sub-17 de 2009 i de 2010 a més de la sub-19 de 2011. Al setembre d'aquest any és convocada per primera vegada per la selecció absoluta substituint a la lesionada María José Pons. Cinc mesos després va debutar en un amistós contra Àustria. Va formar part de la plantilla de la Copa del Món de 2015 com a tercera portera, darrere d'Ainhoa Tirapu i Lola Gallardo, però no va jugar cap minut. Després que Jorge Vildacomo va ser nomenat seleccionador, va seguir formant part de totes les convocatòries, essent titular a la victòria contra Montenegro per 7-0 el gener de 2016 durant la classificació per a l'Eurocopa de 2017.

## Trajectòria
| Temporades    | Lliga                | Club                    | P   | G  | Actualitzat |
| ------------- | -------------------- | ----------------------- | --- | -- | ----------- |
|               | 2a Divisió espanyola | Sporting Plaza de Argel |     |    |             |
| 10/11 - 14/15 | 1a Divisió espanyola | Llevant UE              | 114 | 01 |             |
| 15/16 - 23/24 | 1a Divisió espanyola | FC Barcelona            | 160 |    | 01/06/2020  |
|               |                      |                         |     |    |             |
| 2008 - 2009   | Selecció sub-17      | Selecció sub-17         | 06  | 0  |             |
| 2010 - 2011   | Selecció sub-19      | Selecció sub-19         | 010 | 0  |             |
| 2011 - 2022   | Selecció absoluta    | Selecció absoluta       | 08  | 0  | 26/05/2024  |

## Palmarès

### Campionats estatals
| Títol            | Any  | País      | Club         |
| ---------------- | ---- | --------- | ------------ |
| Lliga Espanyola  | 2020 | Espanya   | FC Barcelona |
| Lliga Espanyola  | 2021 | Espanya   | FC Barcelona |
| Lliga Espanyola  | 2022 | Espanya   | FC Barcelona |
| Lliga Espanyola  | 2023 | Espanya   | FC Barcelona |
| Lliga Espanyola  | 2024 | Espanya   | FC Barcelona |
| Copa de la Reina | 2017 | Espanya   | FC Barcelona |
| Copa de la Reina | 2018 | Espanya   | FC Barcelona |
| Copa de la Reina | 2020 | Espanya   | FC Barcelona |
| Copa de la Reina | 2021 | Espanya   | FC Barcelona |
| Copa de la Reina | 2022 | Espanya   | FC Barcelona |
| Copa de la Reina | 2024 | Espanya   | FC Barcelona |
| Supercopa        | 2020 | Espanya   | FC Barcelona |
| Supercopa        | 2022 | Espanya   | FC Barcelona |
| Supercopa        | 2023 | Espanya   | FC Barcelona |
| Supercopa        | 2024 | Espanya   | FC Barcelona |
| Copa Catalunya   | 2015 | Catalunya | FC Barcelona |
| Copa Catalunya   | 2016 | Catalunya | FC Barcelona |
| Copa Catalunya   | 2017 | Catalunya | FC Barcelona |
| Copa Catalunya   | 2018 | Catalunya | FC Barcelona |
| Copa Catalunya   | 2019 | Catalunya | FC Barcelona |
| Copa Catalunya   | 2020 | Catalunya | FC Barcelona |

### Campionats internacionals
| Títol              | Equip              | Seu       | Any  |
| ------------------ | ------------------ | --------- | ---- |
| Copa Algarve       | Selecció espanyola | Portugal  | 2017 |
| Lliga de Campiones | FC Barcelona       | Göteborg  | 2021 |
| Lliga de Campiones | FC Barcelona       | Eindhoven | 2023 |
| Lliga de Campiones | FC Barcelona       | Bilbao    | 2024 |

### Reconeixements individuals
| Distinció                                        | Any     |
| ------------------------------------------------ | ------- |
| Inclosa a l'Equipo Ideal de la Lliga de Campions | 2015-16 |
| Trofeu Zamora                                    | 2015-16 |
| 7.° millor portera del món segons IFFHS          | 2016    |
| 8.° millor portera del món segons IFFHS          | 2017    |
| Inclosa a l'Equipo Ideal de la Lliga de Campions | 2017-18 |
| Trofeu Zamora                                    | 2017-18 |
| 7.° millor portera del món segons IFFHS          | 2018    |
| Inclosa a l'Equipo Ideal de la Lliga de Campions | 2018-19 |
| Trofeu Zamora                                    | 2018-19 |
| 3.° millor portera de la Lliga de Campions       | 2019-20 |
| Trofeu Zamora                                    | 2019-20 |
| Inclosa a l'Equipo Ideal de la Lliga de Campions | 2020-21 |
| Millor portera d'Europa (UEFA)                   | 2020-21 |